# Merle Travis
Merle Robert Travis (29 de noviembre de 1917 - 20 de octubre de 1983) fue un cantante de música country y western y compositor estadounidense. 

## Primeros años
Nacido en Rosewood, Kentucky, se crio en el Condado Muhlenberg, en el mismo estado, un condado minero que inspiraría muchas de las canciones originales de Travis. Desde el principio se interesó en tocar la guitarra, iniciándose con una fabricada por su hermano.
El estilo interpretativo de Merle se desarrolló a partir de una tradición del oeste de Kentucky, el fingerpicking, entre cuyos seguidores estaba el guitarrista de country blues Arnold Shultz. Shultz enseñó su estilo a varios músicos locales, incluyendo a Kennedy Jones, quienes lo transmitieron a otros guitarristas, destacando Mose Rager y Ike Everly, padre de los The Everly Brothers. La técnica cautivó a muchos músicos de la región, y fue inspiración para el joven Travis. 
A los 18 años Travis interpretó "Tiger Rag" en un programa aficionado de una emisora local en Evansville, Indiana, lo que le valió ofertas de trabajo en bandas locales. En 1937 fue contratado por el violinista Clayton McMichen para tocar la guitarra en su grupo, Georgia Wildcats. Posteriormente se unió a los Drifting Pioneers, un cuarteto de gospel del área de Chicago, que trabajó en la emisora WLW de Cincinnati, la mayor de música country al norte de Nashville. El estilo de Travis sorprendió a todo el mundo en la WLW, y se convirtió en un miembro famoso de su programa de baile campesino "Boone County Jamboree". En sus interpretaciones para la emisora trabajó a menudo con Grandpa Jones, los Delmore Brothers, Hank Penny y Joe Maphis, todos los cuales llegaron a hacer una gran amistad con él.
En 1943 él y Grandpa Jones grabaron para Syd Nathan, que había fundado un nuevo sello, King Records. Debido a que WLW impedía que sus músicos grabaran, Travis y Jones usaron el seudónimo "The Sheppard Brothers." Su grabación de "You'll be Lonesome Too" fue la primera en lanzarse por King Records.
Cuando los Drifting Pioneers abandonaron WLW, quedó un espacio de media hora que era necesario cubrir, y Merle, Grandpa Jones y los Delmore Brothers formaron un grupo de gospel llamado The Brown's Ferry Four. Interpretando un repertorio de canciones tradicionales gospel blancas y negras, se convirtieron en uno de los grupos gospel más famosos, grabando casi cuatro docenas de caras para el sello King entre 1946 y 1952. The Brown's Ferry Four fue llamado "posiblemente el mejor grupo gospel blanco de siempre".
En este período Travis actuó en varios soundies, una primitiva forma de video musical ideada para utilizar en las máquinas de discos (jukebox). Su primer soundie fue "Night Train to Memphis" con la banda Jimmy Wakely and his Oklahoma Cowboys and Girls, incluyendo a Johnny Bond, Wesley Tuttle y Mary Ford. Varios años más tarde grabó un grupo de Snader Transcriptions, videos musicales de corta duración pensados para completar la programación en cadenas televisivas locales. En ellos se incluyen duetos con Judy Hayden, su esposa en aquella época, así como varias canciones de su álbum de 1947 Folk Songs from the Hills.

## Cima de su carrera
En 1944 Travis dejó Cincinnati y se mudó a Hollywood, donde su estilo se hizo aún más renombrado cuando empezó a trabajar en sesiones de grabación, espectáculos radiofónicos y en directo, y al interpretar pequeños papeles en varios filmes western de serie B. Grabó para pequeñas discográficas hasta 1946, año en el que firmó para Capitol Records. Éxitos como "Cincinnati Lou", "No Vacancy," "Divorce Me C.O.D., "Sweet Temptation," "So Round, So Firm, So Fully Packed", y "Three Times Seven", todos ellos composiciones propias, le dieron fama nacional, aunque no todos mostraban el trabajo con la guitarra que le había dado fama entre sus compañeros de profesión.  Su diseño para una guitarra eléctrica, fabricada para él por Paul Bigsby, se piensa que inspiró la famosa Fender Telecaster de Leo Fender en 1950. La guitarra Travis-Bigsby se encuentra actualmente en el Country Music Hall of Fame Museum.
En 1946, tras habérsele solicitado la grabación de un álbum de canciones folk, Travis combinó canciones tradicionales con varias composiciones originales recordando los días de trabajo de su familia en la mina. El resultado se estrenó con el nombre de Folk Songs of the Hills. Este disco, en el que únicamente intervenía Travis acompañado de su guitarra, contiene sus dos canciones más recordadas, ambas centradas en las vidas de los mineros del carbón: "Sixteen Tons" y "Dark as a Dungeon". "Sixteen Tons" (cuya autoría ha sido reclamada por George S. Davis) fue número 1 en la lista Billboard Country en la versión hecha por Tennessee Ernie Ford en 1955, y ha sido grabada varias veces a lo largo de los años. La oscura y filosófica "Dark as a Dungeon", aunque no fue un sencillo de éxito, se convirtió en un clásico del folk y ha sido versionada por muchos artistas, incluyendo a Johnny Cash, Dolly Parton y al mismo Travis junto a Doc Watson y la Nitty Gritty Dirt Band. 
Travis fue un popular intérprete radiofónico en las décadas de 1940 y 1950, y actuó en muchos programas televisivos de música country, presentando el show "Merle Travis and Company" junto a su esposa June Hayden hacia 1953.  Fue miembro regular del programa Hollywood Barn en la emisora KNX de Hollywood, y del Town Hall Party, programa transmitido primero en la radio por la KXLA de Pasadena (California), y después en la televisión como una serie entre 1953 y 1961. 
La serie de éxitos de Travis en los años cuarenta no continuó en los cincuenta, a pesar de sus actuaciones radiofónicas y de la estima de amigos como Johnny Cash, Grandpa Jones y Hank Thompson. Travis siguió grabando para Capitol en la década de 1950, ampliando su repertorio. De esa época destaca su sencillo "Merle's Boogie Woogie".
Consiguió una mayor publicidad tras su actuación en el film de 1953 De aquí a la eternidad, donde cantaba "Reenlistment Blues", y tras el éxito en 1955 de la versión que su amigo Tennessee Ernie Ford hizo de "Sixteen Tons". Su reputación como músico creció tras la aparición del álbum The Merle Travis Guitar en 1956, la reedición de Folk Songs of the Hills con cuatro temas adicionales bajo el título de Back Home en 1957, y Walkin' the Strings en 1960. Los dos últimos discos consiguieron una puntuación de 5 estrellas en la revista Rolling Stone. Su carrera consiguió un nuevo ímpetu durante el resurgir de la música folk americana de finales de la década de 1950 e inicios de la de 1960, llevándole a actuaciones en clubs, festivales folk y en el Carnegie Hall como invitado de los Foggy Mountain Boys en 1962. A mediados de los años sesenta se trasladó a Nashville, sumándose al programa radiofónico Grand Ole Opry.

## Estilo de guitarra
Merle Travis es ampliamente reconocido como uno de los más influyentes guitarristas del siglo veinte. Su estilo a la guitarra influyó a muchos instrumentistas posteriores, notablemente a  Chet Atkins. Otros guitarristas influenciados por Travis son Scotty Moore, Earl Hooker y Marcel Dadi. Hoy en día, su hijo Thom Bresh sigue tocando con el mismo estilo en una guitarra Del Langejans.
Su marca personal incorporaba elementos de ragtime, blues, boogie, jazz y Western swing, con ricas progresiones armónicas, armónicos, deslizamientos y bends, así como rápidos cambios de tonalidad. Cambiaba con rapidez de fingerpicking a plectro en mitad de una interpretación. En sus manos la guitarra parecía una orquesta completa. 

## Últimos años
Sin embargo, a pesar de sus éxitos, su vida privada era complicada. Era un gran bebedor y una persona muy insegura, lo que le valió verse envuelto en violentos incidentes en California. Además se casó varias veces. También sufría un serio miedo escénico, a pesar de que una vez en acción era efectivo y carismático. 
A causa de todo ello, su carrera sufrió un declive que consiguió remontar en la década de 1970. Actuó con frecuencia en programas televisivos de música country como Porter Wagoner Show, el Johnny Cash Show, Austin City Limits, Grand Old Country, y Nashville Swing. También participó en 1972 en el disco de Nitty Gritty Dirt Band Will the Circle Be Unbroken, lo que le valió ser conocido por una nueva generación de entusiastas de la música folz. Su disco de duetos con Chet Atkins en 1974, The Atkins - Travis Traveling Show, ganó un premio Grammy en la categoría "Mejor Country Instrumental," y un álbum posterior, Travis Pickin', recibió otra nominación. En 1976 contribuyó en la banda sonora del documental ganador de un Oscar Harlan County, USA. Hacia el final de los años setenta firmó un Nuevo contrato con el sello de música country de Los Ángeles CMH Records, con lo cual se iniciaba uno de los más prolíficos períodos de grabación de su carrera. Entre los muchos títulos que lanzó había discos en solitario, duetos con Joe Maphis, un álbum de blues, y un doble LP homenaje al legendario violinista country Clayton McMichen, con quien había tocado en la década de 1930.
En 1970 ingresó en el Salón de la Fama de Compositores de Nashville.
Merle Travis falleció en 1983 a causa de un infarto agudo de miocardio en su domicilio en Tahlequah, Oklahoma. Su cuerpo fue incinerado, y sus cenizas esparcidas alrededor de un monumento conmemorativo erigido en su honor cerca de Drakesboro, Kentucky.

## Discografía

### Álbumes
| Año  | Álbum                                                 | Álbumes Top Country | Sello        |
| ---- | ----------------------------------------------------- | ------------------- | ------------ |
| 1947 | Folk Songs of the Hills                               |                     | Capitol      |
| 1956 | The Merle Travis Guitar                               |                     | Capitol      |
| 1957 | Back Home                                             |                     | Capitol      |
| 1960 | Walkin' the Strings                                   |                     | Capitol      |
| 1962 | Travis                                                |                     | Capitol      |
| 1963 | Songs of the Coal Mines                               |                     | Capitol      |
| 1964 | Merle Travis and Joe Maphis                           |                     | Capitol      |
| 1967 | The Best of Merle Travis                              |                     | Capitol      |
| 1967 | Our Man from Kentucky                                 |                     | Hilltop      |
| 1968 | Strictly Guitar                                       |                     | Capitol      |
| 1969 | Great Songs of the Delmore Brothers (con Johnny Bond) |                     | Capitol      |
| 1974 | Merle's Boogie Woogie + 3 (con Ray Campi)             |                     | Rollin' Rock |
| 1974 | The Atkins - Travis Traveling Show (con Chet Atkins)  | 30                  | RCA Victor   |
| 1976 | Guitar Player                                         |                     | Shasta       |
| 1979 | Country Guitar Giants (con Joe Maphis)                |                     | CMH          |
| 1979 | The Merle Travis Story: 24 Greatest Hits              |                     | CMH          |
| 1980 | Light Singin' and Heavy Pickin                        |                     | CMH          |
| 1980 | Guitar Standards                                      |                     | CMH          |
| 1981 | Travis Pickin'                                        |                     | CMH          |
| 1981 | Rough, Rowdy and Blue                                 |                     | CMH          |
| 1982 | Country Guitar Thunder (1977-1981) (con Joe Maphis)   |                     | CMH          |
| 1982 | The Clayton McMichen Story (con Mac Wiseman)          |                     | CMH          |
| 1982 | Farm and Home Hour (con Grandpa Jones)                |                     | CMH          |

### Álbumes póstumos
| Año  | Álbum                                                  | Sello            |
| ---- | ------------------------------------------------------ | ---------------- |
| 1991 | Merle Travis Unreleased Radio Transcriptions 1944-1949 | Country Routes   |
| 1994 | Guitar Rags and a Too Fast Past                        | Bear Family      |
| 1995 | Country Hoedown Shows & Films                          | Country Routes   |
| 1995 | Unissued Radio Shows (1944-1948)                       | Country Routes   |
| 1998 | Turn Your Radio On (1944-1965)                         | Country Routes   |
| 2002 | The Very Best of Merle Travis                          | Varese Sarabande |
| 2003 | Boogie Woogie Cowboy 1944-1956                         | Country Routes   |
| 2003 | In Boston 1959                                         | Rounder          |

### Álbumes recopilatorios y reediciones
| Año  | Álbum                                                                    | Sello               |
| ---- | ------------------------------------------------------------------------ | ------------------- |
| 1993 | Folk Songs of the Hills: Back Home/Songs of the Coalminers               | Bear Family         |
| 1995 | Guitar Retrospective (acompañado por Joe Maphis o por una pequeña banda) | CMH                 |
| 2000 | The Best of Merle Travis: Sweet Temptation 1946-1953                     | Razor & Tie         |
| 2002 | Sixteen Tons                                                             | ASV Living Era      |
| 2003 | Hot Pickin                                                               | Proper Records      |
| 2005 | I Am a Pilgrim                                                           | Country Stars       |
| 2008 | Merle Travis: The Definitive Collection                                  | Delta Leisure Group |
| 2008 | Legend of Merle Travis                                                   | Country Stars       |

### Singles
| Año  | Sencillo                             | Hot Country Songs |
| ---- | ------------------------------------ | ----------------- |
| 1946 | "Cincinnati Lou"                     | 2                 |
| 1946 | "No Vacancy"                         | 3                 |
| 1946 | "Divorce Me C.O.D."                  | 1                 |
| 1947 | "Missouri"                           | 5                 |
| 1947 | "So Round, So Firm, So Fully Packed" | 1                 |
| 1947 | "Steel Guitar Rag"                   | 4                 |
| 1947 | "Three Times Seven"                  | 4                 |
| 1947 | "Fat Gal"                            | 4                 |
| 1948 | "Merle's Boogie Woogie"              | 7                 |
| 1948 | "Crazy Boogie"                       | 11                |
| 1949 | "What a Shame"                       | 13                |
| 1955 | "Wildwood Flower" (w/ Hank Thompson) | 5                 |
| 1966 | "John Henry, Jr."                    | 44                |

## DVD musicales
- 1994 Rare Performances 1946-1981, Vestapol
- 2002 Legends of Country Guitar, Vestapol (con Chet Atkins, Doc Watson y Mose Rager)
- 2003 More Rare Performances 1946-1981, Vestapol
- 2005 At Town Hall Party, Bear Family

## Vídeos musicales
1. Soundies Distributing Corporation (1946) 
- Night Train to Memphis
- Silver Spurs
- Texas Home
- Old Chisholm Trail
- Catalogue Cowboy
- Why'd I Fall for Abner (con Carolina Cotton)
- No Vacancy  (con los Bronco Busters y Betty Devere)

2. Snader Transcriptions (1951)
- Spoonin' Moon (con los Westerners y Judy Hayden)
- Too Much Sugar for a Dime (con los Westerners y Judy Hayden)
- I'm a Natural Born Gamblin' Man (con los Westerners)
- Petticoat Fever (con los Westerners)
- Sweet Temptation (con los Westerners)
- Nine Pound Hammer (con guitarra acústica)
- Lost John (con guitarra acústica)
- Muskrat (con guitarra acústica)
- John Henry (con guitarra acústica)
- Dark as a Dungeon (con guitarra acústica)

## Actuaciones para el cine como intérprete musical
- 1944 The Old Texas Trail
- 1945 When the Bloom is on the Sage
- 1945 Montana Plains
- 1945 Why Did I Fall for Abner?
- 1945 Texas Home
- 1946 Roaring Rangers (con los Bronco Busters)
- 1946 Lone Star Moonlight  (con el Merle Travis Trio)
- 1946 Galloping Thunder (con los Bronco Busters)
- 1947 Old Chisholm Trail
- 1947 Silver Spurs
- 1951 Cyclone Fury (con los Bronco Busters)
- 1953 De aquí a la eternidad
- 1966 That Tennessee Beat

## Otras actuaciones cinematográficas
- 1961 Door-to-Door Maniac
- 1962 The Night Rider (telefilm)
- 1982 Honky Tonk Man

## Música original para cine
- 1976 Harlan County, USA